# کارتل (شرکت)
کارتل (به ایتالیایی: Kartell) یک شرکت ایتالیایی تولید و فروش مبلمان است. دفتر مرکزی آن در نوویلیو، شهر متروپولیتن میلان، ایتالیا قرار دارد و یکی از شرکت‌های تابعۀ فلوفین است.

## تاریخچه
این شرکت تولید لوازم جانبی خودرو را در سال ۱۹۴۹ آغاز کرد. در سال ۱۹۶۳ میلادی به اثاثیۀ منزل گسترش یافت. این شرکت توسط جولیو کاستلی و آنا کاستلی فریری تأسیس شد. کارتل به دلیل کار طراح و معمار آنا کاستلی فریری به شهرت رسید.
این شرکت اولین فروشگاه خود را در ایالات متحدۀ آمریکا در سال ۱۹۹۸ میلادی افتتاح کرد، زمانی که یک فروشگاه آمریکایی کارتل در خیابان گرین در شهر نیویورک افتتاح شد. ایوان لوئینی، رئیس بخش ایالات متحدۀ آمریکا در آن زمان، بر افتتاح فروشگاه‌های اضافی در میامی، سان فرانسیسکو، آتلانتا، بوستون و لس آنجلس نظارت داشت.
استراتژی بازاریابی خرده‌فروشی کارتل این است که اقلام را در سبک‌ها و رنگ‌های مختلف با قیمت‌هایی که برای خریداران فوری جذاب باشد، عرضه کند. درآمد این شرکت ۱۰۰ میلیون دلار در سال است. علاوه بر فروشگاه‌های خود، مبلمان کارتل توسط بیش از ۱۵۰ خرده‌فروش مستقل در ایالات متحدۀ آمریکا فروخته می‌شود.
لوئینی در زمان مرگش در حال مذاکره برای اثاثیۀ پلاستیکی کارتل بود تا در هتل‌های زنجیره‌ای که توسط فیلیپ استارک طراحی شده بود استفاده شود.
این شرکت یکی از شرکت‌های تابعۀ فلوفین است. رئیس، مدیر اجرایی و رئیس آن کلاودیو لوتی است.

## نگارخانه

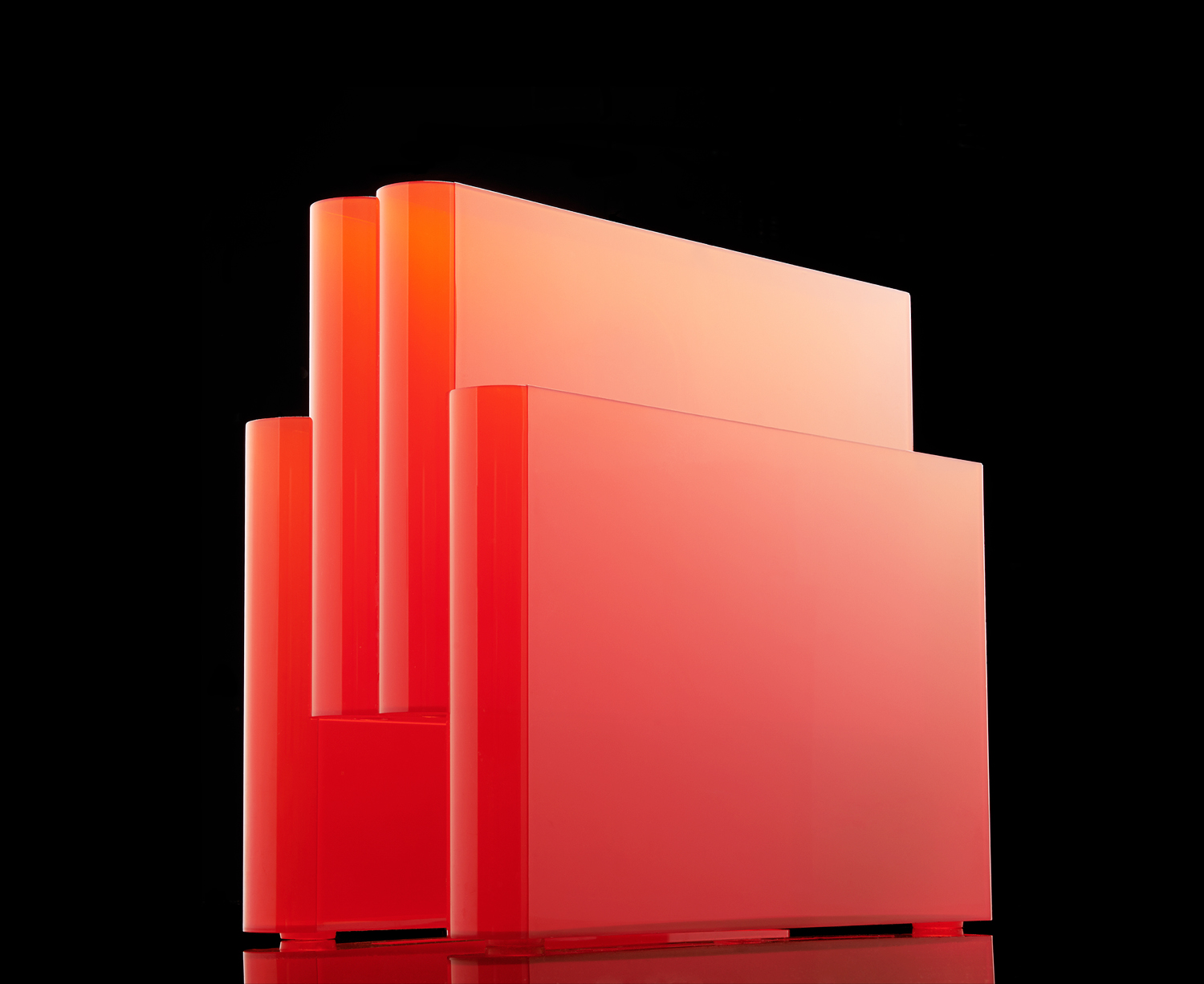
رک مجلۀ کارتل استوپینو
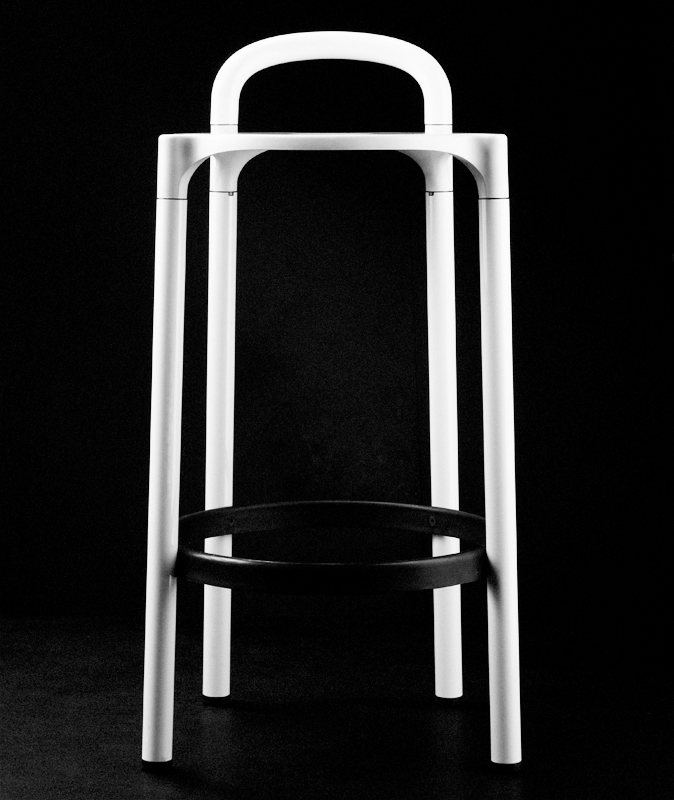
چهارپایۀ کارتل آنا کاستلی
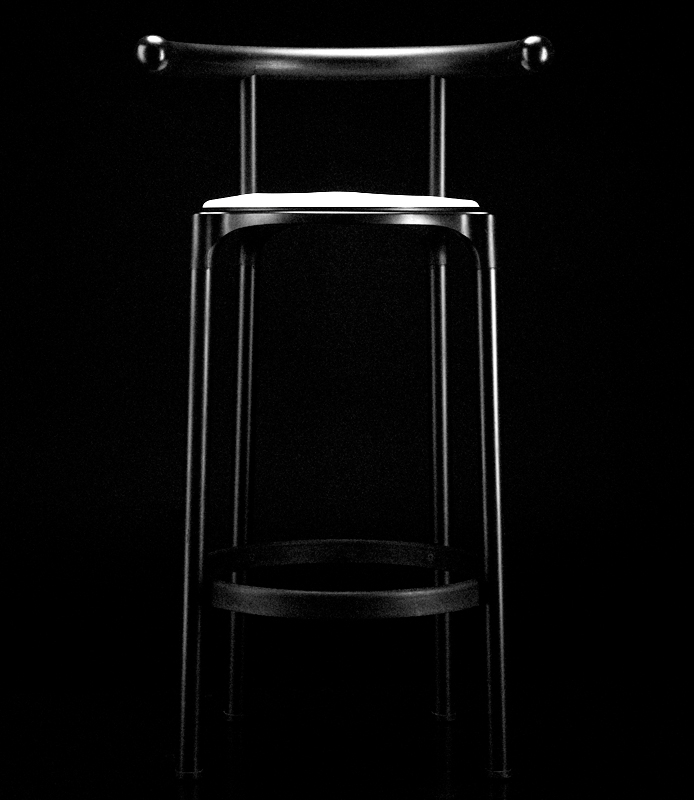
چهارپایۀ کارتل آنا کاستلی
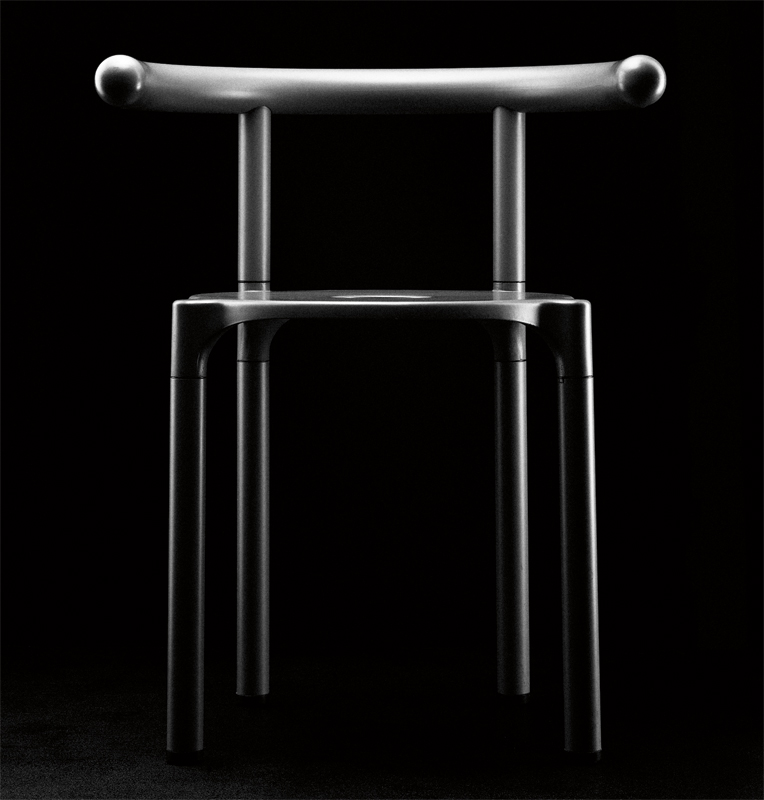
صندلی کارتل آنا کاستلی
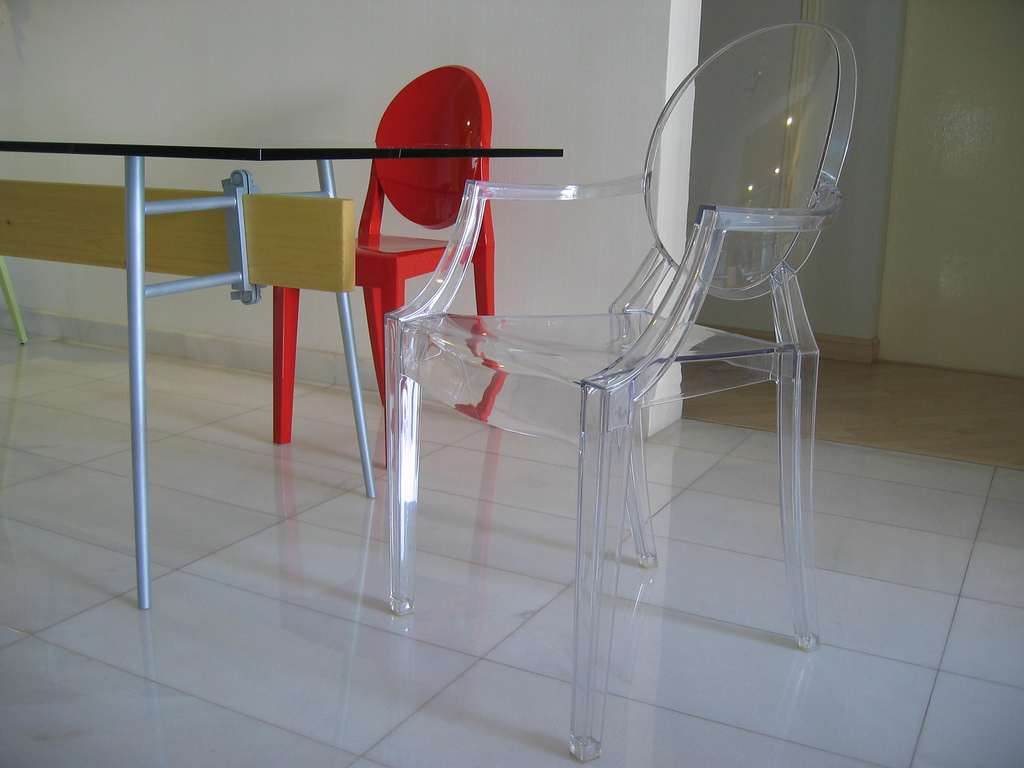
صندلی‌های طراحی شده توسط فیلیپ استارک برای کارتل: یک «شبح لوئیس» شفاف در پیش‌زمینه و یک «شبح ویکتوریا» قرمز در پس‌زمینه
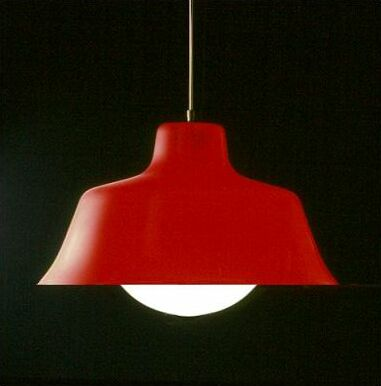
چراغ کارتل، ۱۹۵۴ میلادی